# 北戴河轮滑博物馆
北戴河轮滑博物馆，位于河北省秦皇岛市北戴河区奥林匹克大道公园内，是亚洲第一座轮滑专项博物馆。

## 简介
北戴河轮滑博物馆2008年由秦皇岛市北戴河区人民政府和中北米高体育用品有限公司联合投资创建，建筑面积约721平方米。2008年8月15日，正式向社会免费开放。截至2012年，馆藏珍贵轮滑资料近百份，轮滑展品实物200多件，图片500多张。
北戴河轮滑博物馆分为中央精品厅、世界近现代轮滑发展史、世界现代轮滑发展简史、中国轮滑发展简史、北戴河轮滑风情、多姿多彩的轮滑运动、世界当代轮滑发展简史共8个展厅，利用高科技手段全方位展示轮滑信息。
2012年4月30日，在北戴河轮滑博物馆门前举办了展品捐赠仪式，国际轮滑协会（WSSA）主席苏楷年代表瑞士米高总裁维姆向北戴河轮滑博物馆捐赠一辆古典滑板车。秦皇岛市北戴河区人民政府副区长付红接受捐赠，并为捐赠者颁发捐赠荣誉证书。该展品由北戴河轮滑博物馆收藏并展出。